# Sibberup (Esbønderup)
 For alternative betydninger, se Sibberup. (Se også artikler, som begynder med Sibberup)
Sibberup (også kaldt Sibberup Vang) med 4 gårde lå i middelalderen under Esrum Kloster i umiddelbar nærhed af Esbønderup. Landsbyen blev totalt nedlagt 1718 og fremstår i dag som et usædvanligt velbevaret fossilt kulturlandskab i Gribskov, hvor landsbyens gårdtofter og højryggede agre stadig er bevaret og kan ses som lave højninger i skovbunden.